# Francisco Buyo
Francisco Buyo Sánchez – detto Paco – (Betanzos, 13 gennaio 1958) è un ex calciatore spagnolo, di ruolo portiere.

## Carriera

### Club
Ha giocato da professionista per più di 20 anni ed è apparso in 542 partite di prima divisione, terzo nella storia della Liga dopo Zubizarreta ed Eusebio Sacristán. Ha militato nelle file di Maiorca, Deportivo La Coruña, Huesca e, in massima serie, di Siviglia e di Real Madrid, a fianco della Quinta del Buitre.
La squadra con cui ha giocato per più tempo e con cui ha vinto di più è stato il Real Madrid: con le merengues vinse sei campionati spagnoli, due Coppe del Re e due trofei Zamora come miglior portiere. Nel corso della sua esperienza al Real Madrid ha avuto come compagni di squadra grandi nomi: Emilio Butragueño, Manolo Sanchís, Chendo, Rafael Gordillo, Míchel, Hugo Sánchez, Martín Vázquez, Fernando Hierro, Fernando Redondo e Raúl González Blanco. Si è ritirato nel 1997, lasciando i guantoni di titolare al tedesco Bodo Illgner.
Dal 3 dicembre 1994 al 12 febbraio 1995 riuscì a mantenere inviolata la porta del Real in campionato per 709 minuti, quinta più lunga serie di imbattibilità nel campionato spagnolo.

### Nazionale
In nazionale spagnola ha totalizzato 7 presenze, subendo 2 gol, tra il 1983 e il 1992. Chiuso da Arconada e Zubizarreta, difese la porta delle furie rosse alle Olimpiadi 1980 (iberici eliminati al primo turno) e fece parte della lista dei 22 convocati per il campionato d'Europa 1984, torneo in cui la Spagna giunse seconda dietro alla Francia di Platini.

## Statistiche

### Presenze e reti nei club
Statistiche aggiornate al termine della carriera da calciatore.
| Stagione                      | Squadra                       | Campionato                    | Campionato | Campionato | Coppe nazionali | Coppe nazionali | Coppe nazionali | Coppe continentali | Coppe continentali | Coppe continentali | Altre coppe | Altre coppe | Altre coppe | Totale | Totale |
| Stagione                      | Squadra                       | Comp                          | Pres       | Reti       | Comp            | Pres            | Reti            | Comp               | Pres               | Reti               | Comp        | Pres        | Reti        | Pres   | Reti   |
| ----------------------------- | ----------------------------- | ----------------------------- | ---------- | ---------- | --------------- | --------------- | --------------- | ------------------ | ------------------ | ------------------ | ----------- | ----------- | ----------- | ------ | ------ |
| 1975-1976                     | Maiorca                       | TD                            | 16         | -          | CR              | ?               | -               | -                  | -                  | -                  | -           | -           | -           | 16+    | -      |
| 1976-1977                     | Deportivo de La Coruña        | SD                            | 38         | -          | CR              | 4               | -               | -                  | -                  | -                  | -           | -           | -           | 42     | -      |
| 1977-1978                     | Deportivo de La Coruña        | SD                            | 37         | -          | CR              | 3               | -               | -                  | -                  | -                  | -           | -           | -           | 40     | -      |
| 1978 -mar.1979                | Huesca                        | SDB                           | 22         | -          | CR              | 3               | -               | -                  | -                  | -                  | -           | -           | -           | 25     | -      |
| mar. -giu 1979                | Deportivo de La Coruña        | SD                            | 9          | -          | CR              | 0               | -               | -                  | -                  | -                  | -           | -           | -           | 9      | -      |
| 1979-1980                     | Deportivo de La Coruña        | SD                            | 38         | -          | CR              | 1               | -               | -                  | -                  | -                  | -           | -           | -           | 39     | -      |
| Totale Deportivo de La Coruña | Totale Deportivo de La Coruña | Totale Deportivo de La Coruña | 122        | -          |                 | 8               | -               |                    | -                  | -                  |             | -           | -           | 130    | -      |
| 1980-1981                     | Siviglia                      | PD                            | 33         | -          | CR              | 11              | -               |                    | -                  | -                  | -           | -           | -           | 44     | -      |
| 1981-1982                     | Siviglia                      | PD                            | 34         | -          | CR              | 2               | -               |                    | -                  | -                  | -           | -           | -           | 36     | -      |
| 1982-1983                     | Siviglia                      | PD                            | 33         | -          | CR+CdL          | 6+2             | -               | CU                 | 6                  | -                  | -           | -           | -           | 47     | -      |
| 1983-1984                     | Siviglia                      | PD                            | 34         | -          | CR              | 2               | -               | CU                 | 2                  | -                  | -           | -           | -           | 38     | -      |
| 1984-1985                     | Siviglia                      | PD                            | 31         | -          | CR+CdL          | 6+3             | -               |                    | -                  | -                  | -           | -           | -           | 40     | -      |
| 1985-1986                     | Siviglia                      | PD                            | 34         | -          | CR+CdL          | 8+1             | -               |                    | -                  | -                  | -           | -           | -           | 43     | -      |
| Totale Siviglia               | Totale Siviglia               | Totale Siviglia               | 199        | -          |                 | 35+6            | -               |                    | 8                  | -                  |             | -           | -           | 248    | -      |
| 1986-1987                     | Real Madrid                   | PD                            | 44         | -          | CR              | 6               | -               | CC                 | 8                  | -                  | -           | -           | -           | 58     | -      |
| 1987-1988                     | Real Madrid                   | PD                            | 35         | -          | CR              | 8               | -               | CC                 | 8                  | -                  | -           | -           | -           | 51     | -      |
| 1988-1989                     | Real Madrid                   | PD                            | 31         | -          | CR              | 8               | -               | CC                 | 7                  | -                  | SS          | 2           | -           | 48     | -      |
| 1989-1990                     | Real Madrid                   | PD                            | 35         | -          | CR              | 7               | -               | CC                 | 4                  | -                  | -           | -           | -           | 46     | -      |
| 1990-1991                     | Real Madrid                   | PD                            | 31         | -          | CR              | 0               | -               | CC                 | 2                  | -                  | SS          | 2           | -           | 35     | -      |
| 1991-1992                     | Real Madrid                   | PD                            | 35         | -          | CR              | 4               | -               | CU                 | 10                 | -                  | -           | -           | -           | 49     | -      |
| 1992-1993                     | Real Madrid                   | PD                            | 26         | -          | CR              | 3               | -               | CU                 | 4                  | -                  | -           | -           | -           | 33     | -      |
| 1993-1994                     | Real Madrid                   | PD                            | 38         | -          | CR              | 4               | -               | CdC                | 6                  | -                  | SS+CIbr     | 2+2         | -           | 52     | -      |
| 1994-1995                     | Real Madrid                   | PD                            | 37         | -          | CR              | 2               | -               | CU                 | 4                  | -                  | -           | -           | -           | 43     | -      |
| 1995-1996                     | Real Madrid                   | PD                            | 31         | -          | CR              | 2               | -               | UCL                | 7                  | -                  | SS          | 1           | -           | 41     | -      |
| 1996-1997                     | Real Madrid                   | PD                            | 0          | -          | CR              | 0               | -               | -                  | -                  | -                  | -           | -           | -           | 0      | -      |
| Totale Real Madrid            | Totale Real Madrid            | Totale Real Madrid            | 343        | -          |                 | 44              | -               |                    | 60                 | -                  |             | 9           | -           | 456    | -      |
| Totale carriera               | Totale carriera               | Totale carriera               | 702        | -          |                 | 90++6           | -               |                    | 68                 | -                  |             | 9           | -           | 875+   | -      |

## Palmarès

### Club

#### Competizioni nazionali
- Campionato spagnolo: 6

Real Madrid: 1986-1987, 1987-1988, 1988-1989, 1989-1990, 1994-1995, 1996-1997
- Supercoppa di Spagna: 4

Real Madrid: 1988, 1989, 1990, 1993
- Coppa di Spagna: 2

Real Madrid: 1988-1989, 1992-1993

#### Competizioni internazionali
- Coppa Iberoamericana: 1

Real Madrid: 1994

### Individuale
- Trofeo Zamora: 2

Real Madrid: 1988, 1992